# Le Mas-d’Artige
Le Mas-d’Artige település Franciaországban, Creuse megyében. Lakosainak száma 94 fő (2022. január 1.). Le Mas-d’Artige Sornac, Clairavaux, La Courtine és Féniers községekkel határos.

## Népesség
A település népességének változása:
| Lakosok száma | 145  | 92   | 84   | 104  | 108  | 104  | 99   | 99   | 98   | 94   |
|               | 1968 | 1982 | 1990 | 2006 | 2013 | 2015 | 2017 | 2019 | 2020 | 2022 |